# سیمرغ (صورت فلکی)
سیمرغ (به انگلیسی: Phoenix) یکی از صور فلکی جنوبی است که توسط پیتر دریکسزون کیسر (به انگلیسی: Pieter Dirkszoon Keyser) و فردریک د هاتمن (به انگلیسی: Frederick de Houtman) کشف و در سال ۱۶۰۳ توسط ژوهان بایر (به انگلیسی: Johann Bayer) نقشه‌برداری شد.
فقط دو ستاره درخشان‌تر از قدر ظاهری ۵ دارند میل آن از −۳۹° تا −۵۷° است و بعد آن h۲۳٫۵ تا h۲٫۵ کشیده شده است و مردم استرالیا و آفریقای جنوبی به‌راحتی این صورت فلکی را در تابستان می‌بینند.

## افسانه
این صورت فلکی از صور فلکی معاصر است به همین دلیل افسانه محکمی ندارد اما سیمرغ نام پرنده است که در افسانه‌های چینی، هندی، مصری و ایرانی نیز دیده شده است بالاخص ایران زیرا این داستان‌های این پرنده در بخش حماسی شاهنامه نیز موجود است.
آلفا سیمرغ نام خاصی به نام آکا دارد که به معنی قایق بادی است.